# Autodesk ReCap
Autodesk ReCap はAutodeskの提供する3Dスキャン向けソフトウェアである。

## 製品
ReCap Pro (旧ReCap 360 Pro←ReCap 360及びReCap 360 Ultimate)
元々はReCapの有料版であったが、後に無料のフリーモードが内蔵された。クラウドベースのイメージベースモデリングツールのReCap Photo (Flyの後継、Autodesk ReMakeベース)や、クラウドベースのポイントクラウド共有及び協働ツールのReal Viewが付属している。

### 旧製品
Autodesk ReMake (旧Autodesk Memento←Project Memento)
イメージベースモデリングソフトウェア。Acute3Dの技術を使用していた。Autodesk 123D Catch (旧Project Photofly)の後継であり、以前はモバイル版やWebアプリケーション版も存在した。2017年12月廃止。
ReCap (旧ReCap 360←ReCap)
無料。レーザースキャンデータ等のポイントクラウドのクリーンアップ及び可視化に対応するデスクトップアプリケーション。ReCap Proのフリーモードに統合された。
ReCap Pro for mobile (旧ReCap 360 Mobile)
iPad用。2021年廃止。

#### ReCap 360登場前の旧製品
(旧) ReCap Pro (旧ReCap Studio)
レーザースキャンデータ等のポイントクラウドのクリーンアップ及び可視化に対応するデスクトップアプリケーション。当初は無料であったが、後に有料版が登場した。再編後、無料版はReCapとなり、有料版はPhoto及びReal Viewを統合してReCap 360/ReCap 360 Ultimateとなった。
Photo on ReCap 360 (旧ReCap Photo)
クラウドベースのイメージベースモデリングツール。Autodesk A360の一部。再編後、Photo on ReCap 360はReCap 360にFlyとして統合された。
Real View on Recap 360
クラウドベースのポイントクラウド共有及び協働ツール。かつては無料であった。再編後、Real View on Recap 360はReCap 360にReal Viewとして統合された。